# 마찰력

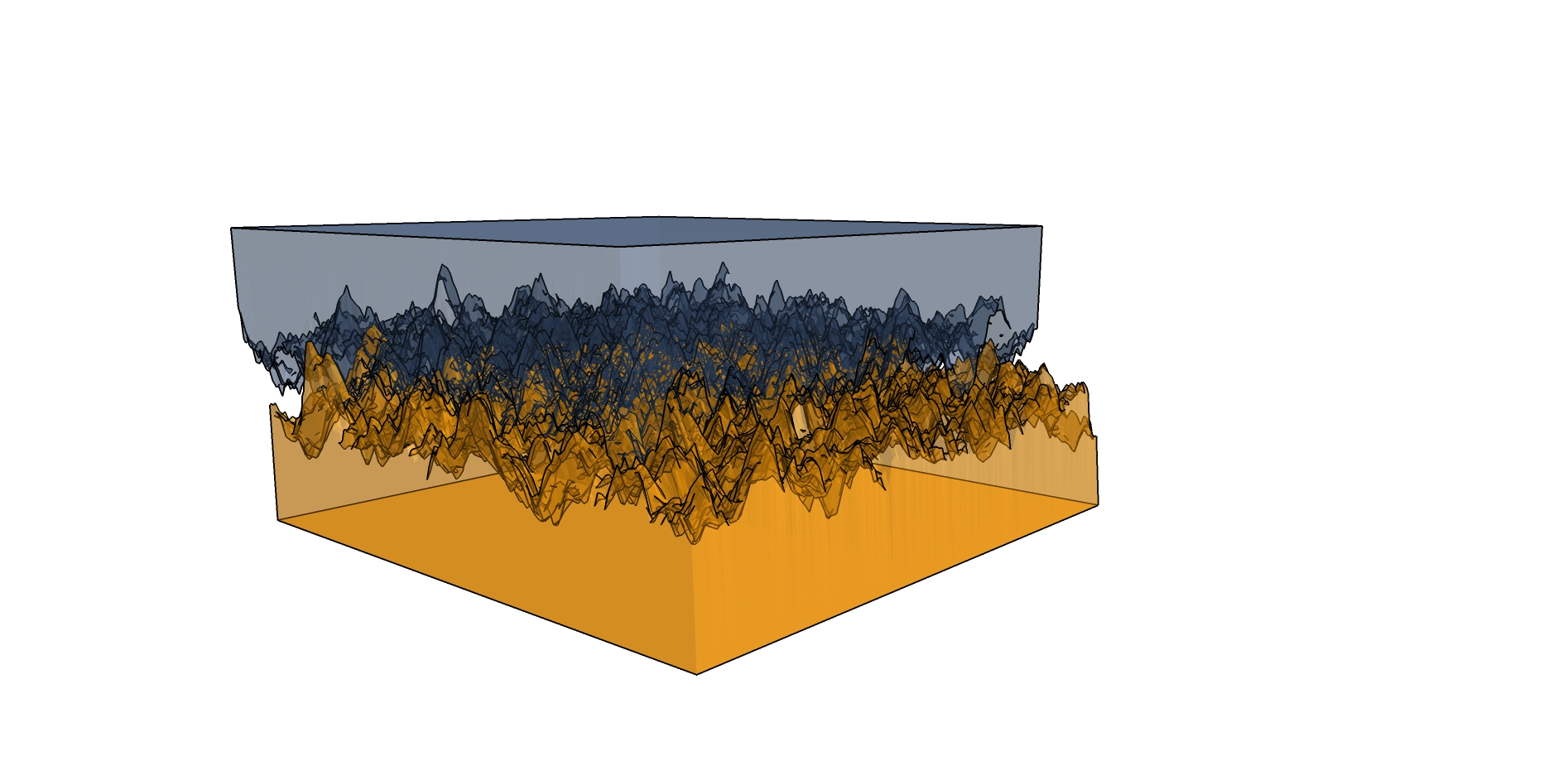

마찰력(摩擦力, 문화어: 쓸림힘, 영어: friction)은 두 물체의 접촉면 사이에서 물체의 미끄러짐을 방해하는 힘이다.
마찰력의 계수는 물질의 고유 성질이 아닌, 어떤 물체의 어떤 표면 상태에서 어떤 물질과 접촉하는가 등에 관계있으며 실험을 통해 결정되는 현상론적인 양이다.
교과서는 일반적으로 마찰력은 접촉면의 넓이에는 무관하다고 서술하나 이것은 접촉면이 이상적으로 매끄러운 경우에만 성립한다. 실제로는 접촉면의 매끄러운 정도 등에 따라 영향을 받는다.

## 마찰의 원인
계에서 물체의 표면은 거친데 이때 두 표면이 부딪히게 되어 작용 반작용이 발생한다. 이에 의한 마찰효과는 전체 마찰 효과의 10%에도 미치지 않는다.
1950년 보우덴(F.P. Bowden)과 타보(D. Tabor)는 마찰력의 주된 요인이 '표면달라붙기 현상(냉용접 상태, Cold Weld)'이라는 것을 밝혀 내었다. 물체의 거친 표면의 수많은 접촉점이 순간적으로 냉용접 상태가 되었다가 잘려나가는 과정에서 마찰이 발생하는 것이다.
마찰력의 원인으로는 접착이론, 정전기 이론 등이 있다.

## 마찰의 종류

### 정지 마찰력
정지 마찰력(static friction)은 물체가 움직이지 않는 동안에 받는 마찰력을 말한다.
평면 위에 놓여 있던 물체가 외부에서 힘을 받았는데 움직이지 않았다면, 외부의 힘과 크기가 같고 방향이 반대인 정지 마찰력이 작용한 것으로 이해할 수 있다. 이러한 정지 마찰력의 최댓값을 최대 정지 마찰력이라고 한다. 최대 정지 마찰력의 크기는 수직 항력의 크기와 정지 마찰 계수({\displaystyle \mu _{s}})의 곱이 되며, 따라서 {\displaystyle F_{\max }=\mu _{s}F_{n}}이다. 외부의 힘이 최대 정지 마찰력보다 커지면, 물체는 움직이기 시작하고, 그 이후엔 미끄럼 (운동) 마찰력을 받게 된다.

### 운동 마찰력
운동 마찰력(kinetic friction)은 두 물체가 상대적으로 움직이면서 서로 문질러질 때 발생하는 마찰력을 통틀어 말하는 것으로 다음과 같은 마찰력들이 있다.
운동마찰력은 일정한 값을 가지고 최대 정지 마찰력보다 작은 데 그 이유는 물체가 운동하면서 운동을 방해하던 원자들을 많이 밀어내기 때문이다.

#### 미끄럼 운동 마찰력(=운동 마찰력)
미끄럼 운동 마찰력(sliding friction)은 물체가 접촉면에 대해 움직이고 있을 때 받는 마찰력이다. 일반적으로 운동 마찰력은 최대 정지 마찰력보다 작거나 같다. 미끄럼 운동 마찰력의 크기({\displaystyle |{\vec {F_{k}}}|=F_{k}})는 수직항력({\displaystyle |{\vec {N}}|=N}) 과 {\displaystyle F_{k}=\mu _{k}N}의 관계에 있다. 여기서 {\displaystyle \mu _{k}}는 미끄럼 운동 마찰계수이다.

#### 회전 마찰력 (정지 마찰력)
회전 마찰력(rolling resistance)은 물체가 접촉면에 대해 회전할 때 받는 마찰력이다.
회전한다는 조건을 수식으로 표현하면, 물체의 질량중심을 기준으로 물체의 각속도 ω (오메가) 와 물체의 병진 속력 v 그리고 물체의 반지름 r 이 {\displaystyle v=\omega \times r}의 관계에 있을 때를 말한다.
(구름 마찰력의 크기)=(구름 마찰계수)*(수직항력)
구름 마찰은 접촉면의 변형에 의해 일어난다. 바퀴가 구를 땐 접촉면에서 바퀴의 찌그러짐과 원상 복원이 매 순간 일어나는데, 이 과정에서 마찰력이 발생하고, 바퀴가 가진 에너지의 손실이 발생하며, 바퀴의 속도가 줄게 된다.
그렇다면 이러한 찌그러짐 등의 변형이 일어나지 않는 물체(강체라고 한다)가 구를 때는 마찰력이 발생하지 않는걸까? 그럴 수도 있고, 아닐 수도 있다. 강체에 외력이 작용하지 않거나, 외력이 작용하더라도 일정한 조건(그 조건은 수식으로 표현되는데, 자세한 설명은 생략)을 만족할 때는 마찰력이 발생하지 않고, 나머지 경우에는 강체의 구름운동시에도 마찰력이 발생한다.
그런데 이러한 강체는 이상적인 물체일 뿐, 현실 세계엔 존재하지 않는다. 따라서 위에서 설명한 강체의 구름 운동시 발생하는 마찰력에 대한 설명은 현실 세계에선 적용될 일이 없다. 현실 세계에서 실제 구르는 물체와 표면 사이에는 찌그러짐 등의 변형이 일어나고 그 과정에서 항상 마찰력(구름 마찰력)이 발생한다. 한편 구름 마찰력은 구름 마찰 계수와 수직항력의 곱이다. 그러나 구름마찰 계수는 정지 마찰 계수에 비해 50내지 100분의 1정도이므로 구름 마찰력이 훨씬 적다.
요약을 해보면 움직일 땐 운동마찰력이 작용, 마찰력의 한계(최대로 움직이지 않고 견딜 수 있는 힘)에 다다를 때까지 정지마찰력이 작용된다. 그 뒤 최대에 다다르면
최대정지마찰계수를 이용한 최대정지마찰력을 이용하면 되고, 운동할땐 운동마찰력을 이용하면 된다.

## 같이 보기
- 전단력
- 전단응력